# SN 1998ds
SN 1998ds – supernowa typu Ia odkryta 28 sierpnia 1998 roku w galaktyce A031719-5310. W momencie odkrycia miała maksymalną jasność 18,50m.